# Bâtiment du lycée de Prokuplje
Le bâtiment du lycée de Prokuplje (en serbe cyrillique : Зграда Гимназије у Прокупљу ; en serbe latin : Zgrada Gimnazije u Prokuplju) se trouve à Prokuplje et dans le district de Toplica, en Serbie. Il est inscrit sur la liste des monuments culturels protégés de la république de Serbie (identifiant no SK 1929),,.

## Présentation
Le bâtiment, situé 8 rue Ratka Pavlovića, a été construit entre 1937 et 1940 selon un projet de l'architecte Rad. Todorović dans la période entre 1937 et 1940 et il a été achevé après la Seconde Guerre mondiale,.
Il est constitué d'un rez-de-chaussée et de deux étages, avec une disposition asymétrique des ailes de l'édifice, ; les façades jouent sur la verticalité et l'horizontalité l'aide de blocs striés,.